# LEW EL2
EL2 – lokomotywa elektryczna produkowana we wschodnioniemieckim zakładzie LEW Hennigsdorf w latach 1952–1988 dla kolei przemysłowych.

## Historia
Na początku lat 50. XX wieku w zakładach Lokomotivbau Elektrotechnische Werke Hennigsdorf zaprojektowano trzy typy lokomotyw elektrycznych dla kopalni odkrywkowych – dwuczłonową, normalnotorową lub szerokotorową EL1, jednoczłonową, normalnotorową lub szerokotorową EL2 i jednoczłonową, wąskotorową (900 mm) EL3. Projekt lokomotyw oparty był na konstrukcjach AEG powstałych w późnych latach 20. XX wieku, jednak modernizowanych znacznie w okresie II wojny światowej.

## Konstrukcja

### Pudło
Nadwozie EL2 to spawane z blach poszycie przymocowane do ramy z kształtowników. Całość wzmocniona jest blachami podłogowymi, pod którymi umieszczono balast oraz wentylatory chłodzące silniki trakcyjne. Pudło opiera się na wózkach na dwóch podporach oraz obrotowym sworzniu umieszczonym w środkowej części wózków.
Przed i za kabiną maszynisty znajdują się przedziały maszynowe. Metalowe skrzynie, w których znajdują się bloki oporów rozruchowych, przyspawane są do podwozia. Całość przykryta jest blachami tworzącymi pudło EL2. W przedziałach maszynowych znalazły się wentylatory chłodzące (z pomocą kanałów wentylacyjnych) silniki trakcyjne umieszczone w wózkach jezdnych. W przednim przedziale zainstalowano także wyłącznik szybki, sprężarki powietrza wraz ze zbiornikami powietrza oraz przetwornicę układu Leonarda, a w tylnej skrzyni – oporniki regulatora prędkości jazdy oraz hamowania oporowego.

### Podwozie i wózki
Lokomotywa oparta jest na dwóch dwuosiowych, spawanych wózkach z blachy stalowej. Osadzone na staliwnych kołach obręcze mają szerokość 140 i grubość 85 mm. Do przedniej poprzecznicy, na wysokości 1020 mm nad główką szyny przymocowano zderzaki i sprzęg śrubowy, do tylnej – sprzęg międzywózkowy, natomiast w środkowej umieszczono balast. Zestawy kołowe połączone są z wózkami za pomocą sprężyn śrubowych, a z pudłem – resorami piórowymi. Dzięki zastosowaniu luzu w połączeniach przedniego wózka możliwe jest bezproblemowe poruszanie się lokomotywy po improwizowanych torowiskach kopalni odkrywkowych. Silniki zawieszone w ramach wózka za nos przenoszą moment obrotowy na zestawy kołowe za pomocą walcowej przekładni zębatej o skośnych zębach.
Zatrzymanie pociągu umożliwiają jednostronne, żeliwne hamulce klockowe uruchamiane za pomocą dwóch tłoczków powietrznych. Każdy z wózków posiada odrębny system dźwigni i cięgieł zawieszonych na tylnej ramie wózka. Tylny wózek wyposażony jest także w hamulec ręczny. Lokomotywy, w zależności od odbiorcy, posiadały różne układy hamulcowe, a wśród nich – Oerlikon, Knorr-Bremse, Dako i Matrosow.

### Napęd

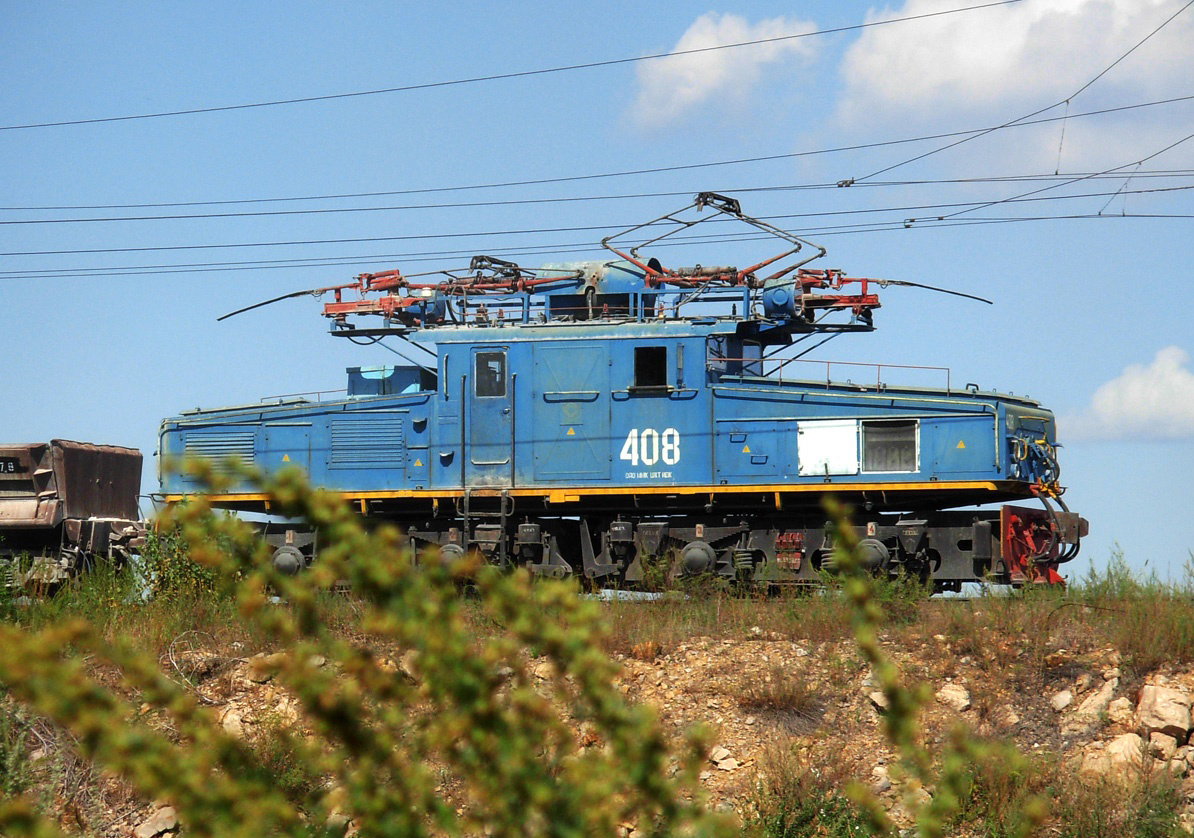
EL2-408 w Magnitogorsku, widoczne pantografy na dachu lokomotywy

Napęd EL2 stanowią cztery silniki trakcyjne o łącznej maksymalnej mocy godzinnej wynoszącej 1320 kW, pozwalającej przy 28,5 km/h rozwinąć 164 kN siły pociągowej. Lokomotywy na rynek radziecki zasilane były prądem stałym o napięciu 1,5 kV, natomiast egzemplarze dla pozostałych odbiorców zasilane były prądem o napięciu 1,2 lub 2,4 kV. Połączenie silników zależne jest od stosowanego napięcia, co ilustruje tabela:.
| Napięcie      | Rozruch                                                                   | Jazda                                                                     |
| ------------- | ------------------------------------------------------------------------- | ------------------------------------------------------------------------- |
| 1,2 kV 1,5 kV | szeregowo-równolegle (2×2 silniki szeregowo i całość złączona równolegle) | 4 silniki połączone równolegle                                            |
| 2,4 kV        | 4 silniki połączone szeregowo                                             | szeregowo-równolegle (2×2 silniki szeregowo i całość złączona równolegle) |

Lokomotywy posiadają dwa pantografy umieszczone na przedziałach maszynowych. Wczesne wersje EL2 dla Związku Radzieckiego i Chińskiej Republiki Ludowej, posiadały odbieraki prądu umieszczone na dachu kabiny maszynisty. W zależności od odbiorcy, lokomotywy mogły posiadać także od dwóch do czterech bocznych pantografów, umożliwiających pobór prądu z sieci umieszczonej obok toru, gdzie niemożliwe było zastosowanie sieci trakcyjnej nad środkiem toru.

### Kabina maszynisty
Dwustanowiskowa kabina maszynisty zamontowana jest w połowie długości pudła. Przy ścianach czołowych zamontowano pulpity sterownicze z podstawowym oprzyrządowaniem, m.in. – prędkościomierzem, manometrami hamulców, amperomierzami, woltomierzami, kranem hamulca i nastawnikiem jazdy. Po bokach kabiny znajdują się szafy elektryczne. Obok szaf, na każdej ze ścian bocznych znajdują się drzwi wejściowe otwierane do wewnątrz kabiny oraz otwierane okna. W ścianach czołowych, umieszczone są dwie szyby uszczelnione uszczelkami gumowymi.

### Modernizacje

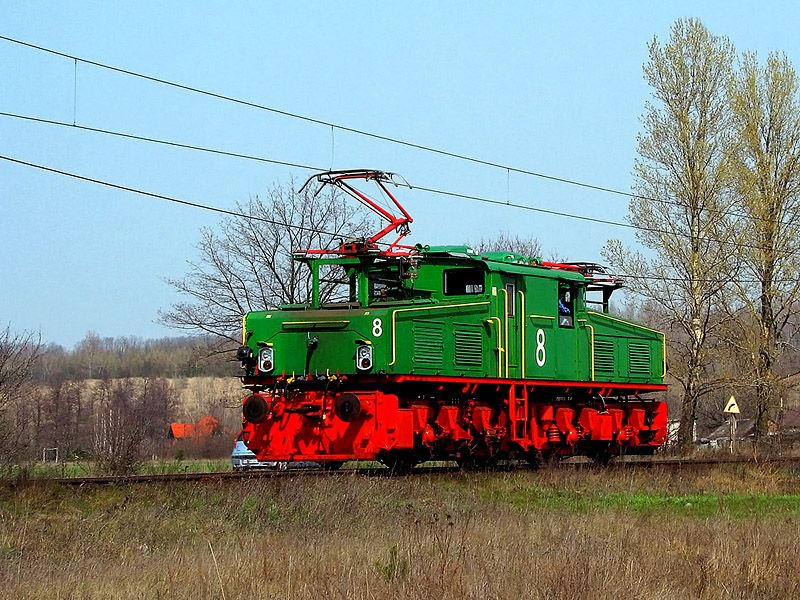
Zmodernizowana przez ZNLE Gliwice EL2-8 dla KWB Adamów

W 1961 roku producent wprowadził do swoich lokomotyw sterowanie wielokrotne, które umożliwia sterowanie kilkoma połączonymi ze sobą lokomotywami z jednej kabiny oraz układ Leonarda, pozwalający na zdalne sterowanie lokomotywą przez operatora koparki, ładowniczego czy manewrowego.
Od 1996 roku EL2 są systematycznie modernizowane, szczególnie przez kopalnie węgla. Układy hamulcowe różnych producentów zmieniono na systemy Oerlikon. W części lokomotyw wymieniono oporniki rozruchowe z żeliwnych na fechralowe, zastosowano nowe przetwornice napięcia oraz zmodernizowano pulpity sterownicze. Ciekawym rozwiązaniem jest zastosowanie do regulacji prędkości dżojstika zamiast klasycznego nastawnika. Wychylenie go do przodu zwiększa prędkość jazdy, a po przestawieniu go w położenie neutralne mikroprocesor utrzymuje zadaną prędkość, natomiast wychylenie drążka do tyłu powoduje zmniejszenie prędkości jazdy.
Na liniach KWB Konin na mocy ustawy z 11 lutego 2000 roku wprowadzono także unikatowy w skali kraju system telewizji przemysłowej umożliwiający pchanie składów w miejscach, gdzie nie ma możliwości zmiany czoła lokomotywy bądź zawrócenia. Zamontowana w ostatnim wagonie kamera przekazuje obraz do znajdującego się w kabinie maszynisty ekranu. Uruchomienie kamery, świateł oraz dzwonka ostrzegawczego następuje automatycznie po przełączeniu nawrotnika w pozycję do tyłu.
ZNLE Gliwice zmodernizował także kilka lokomotyw EL2 na zlecenie KWB Adamów. Naprawie podlegało pudło, a modernizacji obwody elektryczne wysokiego i niskiego napięcia, kabina i pulpity sterownicze oraz osprzęt silników trakcyjnych.

## Eksploatacja
W ciągu 36 lat produkcji powstały 1384 lokomotywy. Prawie połowę z nich wykorzystywano w Niemczech, resztę wyeksportowano m.in. do Polski, Związku Radzieckiego, Ludowej Republiki Bułgarii oraz Chińskiej Republiki Ludowej
| Państwo  | Lata dostaw | Eksploatowana liczba | Źródło |
| -------- | ----------- | -------------------- | ------ |
| NRD      | 1952–1988   | 631                  | [ 1 ]  |
| ZSRR     | 1957–1970   | 245                  | [ 1 ]  |
| Bułgaria | 1960–1987   | 206                  | [ 1 ]  |
| ChRL     | 1957–1984   | 186                  | [ 1 ]  |
| Polska   | 1958–1987   | 62                   | [ 11 ] |

### Polska

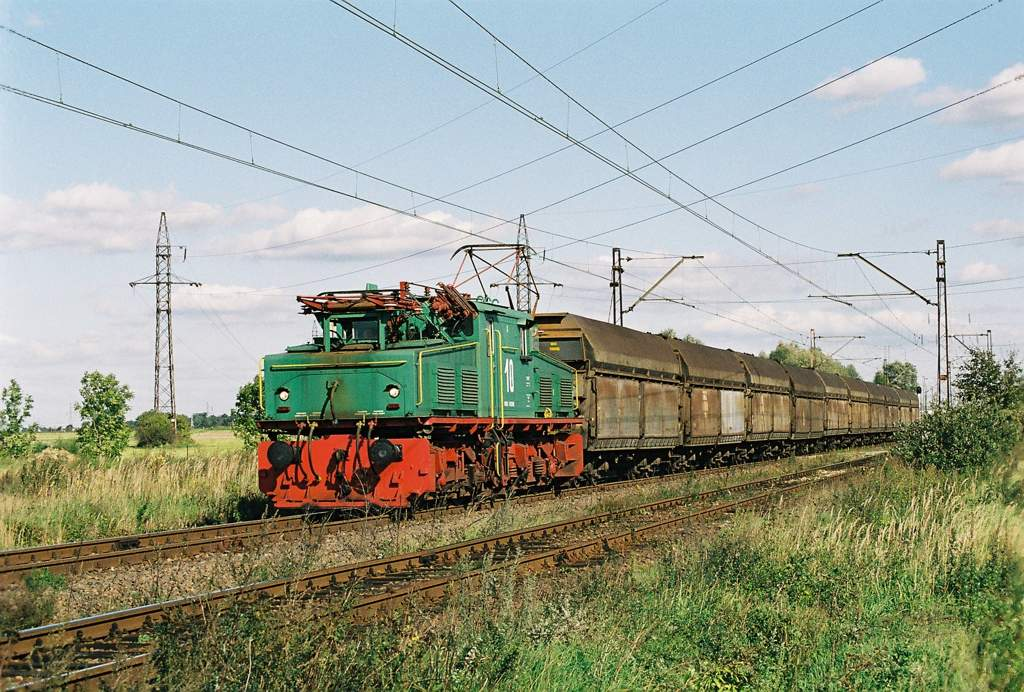
Lokomotywa EL2-10 należąca do KWB Konin

Dostawy EL2 dla Polski rozpoczęto w 1958 roku, kiedy to do KWB Konin dostarczono pierwsze 16 lokomotyw. W 1966 roku było ich już 53. Ostatnie dziewięć nowych maszyn trafiło do Polski w latach 1970–1987. Odbiorcami, poza KWB Konin, były także KWB Adamów, KCW Kujawy oraz ZGH Zębiec. W połowie lat 90. sprowadzono dodatkowo około 17 sztuk lokomotyw, używanych dotychczas w Niemczech.
Od końca lat 90. XX wieku EL2 użytkują tylko kopalnie: KWB Konin w 2012 posiadała 27, a KWB Adamów 13 lokomotyw.
W grudniu 2017 zakończono eksploatację kolei KWB Adamów, a na początku 2019 roku eksploatowane wcześniej lokomotywy wystawiono na sprzedaż.

### NRD

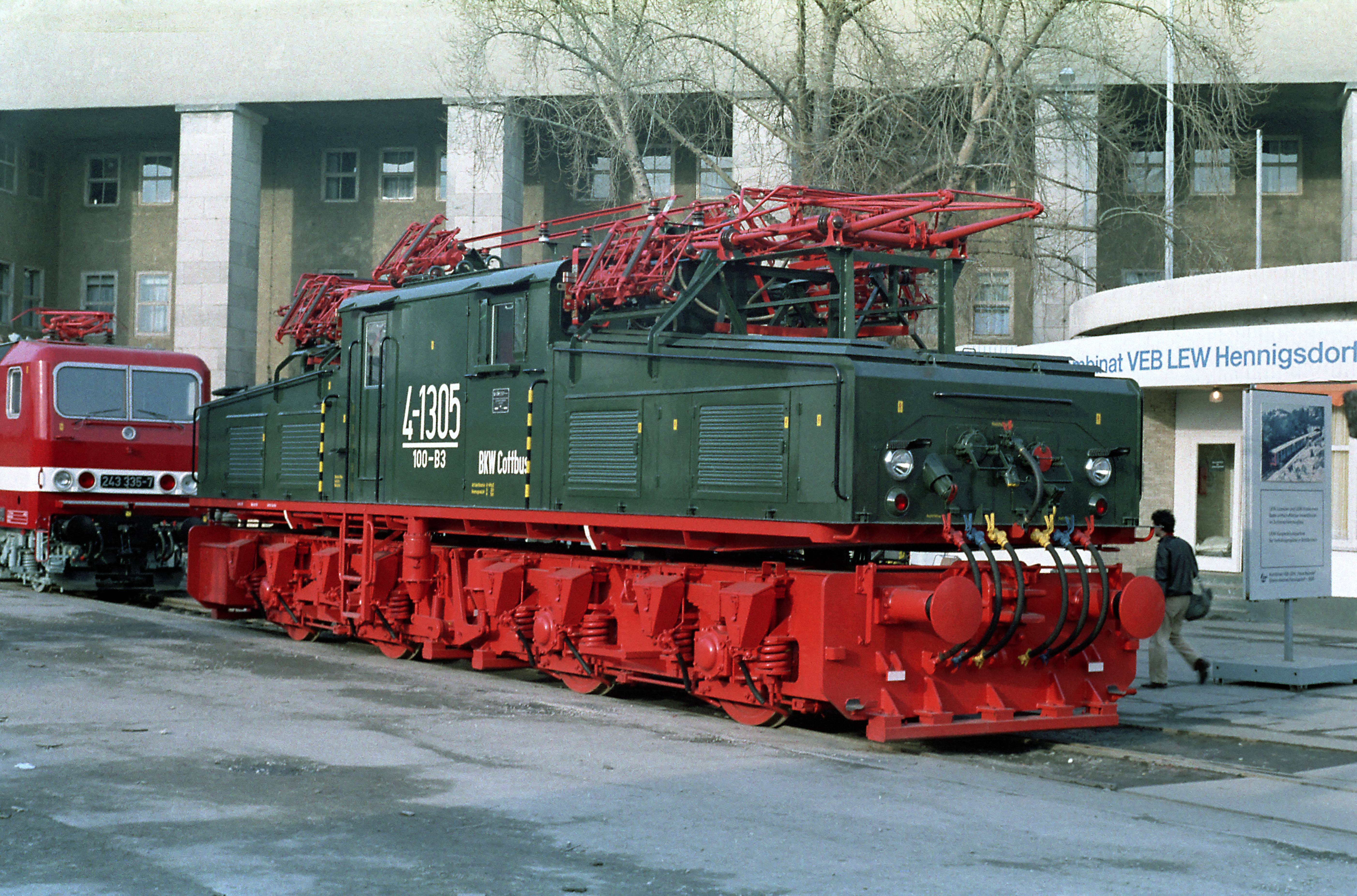
EL2-4-1305 na Targach Lipskich w 1988 roku

Na rynek niemiecki trafiło ponad 600 nowych EL2. Prowadziły one pociągi towarowe w wielu przedsiębiorstwach zlokalizowanych głównie w Niemieckiej Republice Demokratycznej. Od 1952 roku krokodyle eksploatowane są przez koleje górnicze wydobywające węgiel brunatny w Łużyckim Zagłębiu Węglowym. Wiele maszyn z likwidowanych kopalń, sprzedawano do Polski.

### ChRL
W Chińskiej Republice Ludowej lokomotywy używane są w przemyśle wydobywczym w Hegang w północno-wschodniej części kraju, a także w kopalni węgla kamiennego w okolicach Chifeng.

### ZSRR
Związek Radziecki zakupił 245 lokomotyw, głównie szerokotorowych (1520 mm). Do dziś pracują one m.in. w przemyśle ciężkim w Magnitogorsku, cementowni w Brocēni na Łotwie czy kopalniach Wysokogórskiego GOK w Niżnym Tagile.
Wcześniej z EL2 korzystało np. Kuźnieckie Zagłębie Węglowe czy kopalnia rudy glinu w Pikalowie.

### Bułgaria
Największym użytkownikiem lokomotyw LEW w Bułgarii jest kompleks górniczo-energetyczny Marica Iztok z siedzibą w Radnewie w obwodzie Stara Zagora.